# Maytag Corporation
Maytag war ein US-amerikanischer Hersteller von Haushaltsgeräten aus Newton (Iowa). Heute gehört der Markenname Maytag zur Whirlpool Corporation.

## Geschichte
Die Maytag Corporation wurde 1893 vom Geschäftsmann Frederick Louis Maytag, seinen zwei Schwagern W.C. Bergmann, A.H. Bergman und dem Ingenieur George W. Parson als Parsons Band-Cutter & Self Feeder Company zur Herstellung von Dreschmaschinen in Newton (Iowa) gegründet. Nach der Jahrhundertwende übernahm Maytag die alleinige Leitung des Unternehmens, benannte sie in Maytag Washing Machine Company um und
begann 1905 mit der Produktion von Waschmaschinen.
L.B. Maytag, Sohn des Firmengründers, leitete das Unternehmen ab 1920. 1925 erfolgte die Umbenennung in Maytag Company. 1926 übergab L.B. die Führung an seinen Bruder Elmer Henry Maytag.
Zwischen 1934 und 1941 stellte Maytag mit dem Toy Racer ein Spielauto her. 1940 übernahm Frederick Louis Maytag II. die Leitung.
In den 1950er Jahren erweiterte Maytag sein Sortiment um Waschmaschinen und Wäschetrockner für die gewerbliche Nutzung, Kühlschränke und Backöfen.
Mit dem Tod von Fred Maytag II verstarb 1962 das letzte Familienmitglied in der Unternehmensführung. Ende der 1970er Jahre hatte das Unternehmen 18.000 Mitarbeitern weltweit.
Die Expansion begann 1981 mit dem Kauf der Hardwick Stove Company, dem Dunstabzugshaubenhersteller Jenn-Air Corporation und 1986 dem amerikanischen Backofenhersteller Magic Chef.
1989 erwarb Maytag für 1 Milliarde US-Dollar die Chicago Pacific Corporation und damit, neben einigen Küchenmöbelherstellern den Hausgerätehersteller Hoover. Die Möbelhersteller wurden noch im gleichen Jahr verkauft, mit Hoover wollte Maytag seine Expansion nach Europa umsetzen.
1997 erwarb die Maytag Corporation mit der G.S. Blodgett Corporation einen Hersteller von Pizzaöfen.
Im Jahr 2001 erwarb das Unternehmen die Amana Corporation und deren Produktionsstätten für 325 Millionen US-Dollar.
In der Folge geriet Maytag zunehmend unter Kostendruck. Aufgrund einer Sammelklage wegen Qualitätsproblemen an der Neptune-Waschmaschine wurde das Unternehmen in den USA 2005 zur Zahlung von insgesamt 33,5 Millionen US-Dollar verurteilt.
2007 wurden zudem 250.000 Neptune-Waschmaschinen aufgrund von Brandgefahr landesweit zurückgerufen.
2005 versuchte der chinesische Hersteller Haier das Unternehmen für 1,28 Milliarden US-Dollar zu erwerben, 2006 gelang Whirlpool die Übernahme schließlich für 1,7 Milliarden. Der Firmensitz wurde zur Whirlpoolzentrale nach Benton Harbor (Michigan) verlegt. Die Entwicklungs- und Produktionsstätten in Newton (Iowa), Herrin (Illinois) und Searcy (Arkansas) wurden geschlossen.
Für die Produktbereiche Heizen und Klimaanlagen liegen die Markenrechte bei der Nortek.

## Werbeauftritt
Eine Besonderheit stellt die seit 1967 von Maytag genutzte Werbefigur des einsamen Mechanikers dar. Dieser wartet in seinem Laden vergeblich auf Kundschaft, da die Maytaggeräte nicht kaputtgehen. Die Werbefigur ist in den USA ähnlich bekannt wie hierzulande Käpt’n Iglo, Klementine oder Tante Tilly und wurde 46 Jahre nahezu unverändert von verschiedenen namhaften Schauspielern verkörpert. Erst nach den technischen Problemen ihrer Geräte wurde die Figur unglaubwürdig. Trotzdem hielt Maytag an der beliebten Figur fest und gab ihr ein frisches Aussehen und ein neues Image.
- 1967–1988: Jesse White
- 1989–2003: Gordon Jump
- 2003–2007: Hardy Rawls
- 2007–2014: Clay Earl Jackson
- seit 2014: Colin Ferguson